# PhytoKeys
PhytoKeys ist ein frei zugängliches Journal mit Peer-Review für den Wissenschaftsbereich Botanik. Es wurde 2010 gegründet. Chefredakteur ist Walter John Kress vom National Museum of Natural History das der Smithsonian Institution gehört. PhytoKeys wird von Pensoft Publishers veröffentlicht. Alle Artikel stehen unter der Lizenz CC-BY 3.0. PhytoKeys ist ein Partner der Encyclopedia of Life.